# Claire Henrotin
 (mai 2021).
La mise en forme du texte ne suit pas les recommandations de Wikipédia : il faut le « wikifier ».
Les points d'amélioration suivants sont les cas les plus fréquents. Le détail des points à revoir est peut-être précisé sur la page de discussion.
- Les titres sont pré-formatés par le logiciel. Ils ne sont ni en capitales, ni en gras.
- Le texte ne doit pas être écrit en capitales (les noms de famille non plus), ni en gras, ni en italique, ni en « petit »…
- Le gras n'est utilisé que pour surligner le titre de l'article dans l'introduction, une seule fois.
- L'italique est rarement utilisé : mots en langue étrangère, titres d'œuvres, noms de bateaux, etc.
- Les citations ne sont pas en italique mais en corps de texte normal. Elles sont entourées par des guillemets français : « et ».
- Les listes à puces sont à éviter, des paragraphes rédigés étant largement préférés. Les tableaux sont à réserver à la présentation de données structurées (résultats, etc.).
- Les appels de note de bas de page (petits chiffres en exposant, introduits par l'outil «  Source ») sont à placer entre la fin de phrase et le point final[comme ça].
- Les liens internes (vers d'autres articles de Wikipédia) sont à choisir avec parcimonie. Créez des liens vers des articles approfondissant le sujet. Les termes génériques sans rapport avec le sujet sont à éviter, ainsi que les répétitions de liens vers un même terme.
- Les liens externes sont à placer uniquement dans une section « Liens externes », à la fin de l'article. Ces liens sont à choisir avec parcimonie suivant les règles définies. Si un lien sert de source à l'article, son insertion dans le texte est à faire par les notes de bas de page.
- La présentation des références doit suivre les conventions bibliographiques. Il est recommandé d'utiliser les modèles {{Ouvrage}}, {{Chapitre}}, {{Article}}, {{Lien web}} et/ou {{Bibliographie}}. Le mode d'édition visuel peut mettre en forme automatiquement les références.
- Insérer une infobox (cadre d'informations à droite) n'est pas obligatoire pour parachever la mise en page.

Pour une aide détaillée, merci de consulter Aide:Wikification.
Si vous pensez que ces points ont été résolus, vous pouvez retirer ce bandeau et améliorer la mise en forme d'un autre article.
Pour les articles homonymes, voir Henrotin.
Claire Henrotin, née le 24 novembre 1908 en Hongrie et morte en 1989 en Belgique, est une architecte belge ayant travaillé à Bruxelles et La Hestre. Elle est la première femme belge à obtenir un diplôme d’architecture et d’urbanisme à La Cambre à Bruxelles.

## Formation
Claire-Lucile Henrotin mène ses études d’architecture à La Cambre et obtient son diplôme à la fin de l’année académique 1929-1930, dans la première promotion d’architectes de cette nouvelle école, fondée en 1927 par Henry Van De Velde. Elle obtient son diplôme avec la mention distinction, après être sortie de l’atelier de l’architecte moderniste Jean-Jules Eggericx.
Elle fait également partie des trois étudiants diplômés en urbanisme cette année-là, faisant d’elle la seule femme suivant cette formation à La Cambre jusque dans les années 1950 (dans les années 1940, Dita Roque-Gourary a entamé ce cursus à La Cambre mais a dû l'interrompre à la suite de l'occupation nazie). Un de ses travaux de l’époque a été publié dans la revue La Cité en 1928, dans le cadre du cours d’urbanisme et de l’art des jardins, enseigné par les architectes Louis Van Der Swaelmen et Victor Bourgeois.
Claire Henrotin est de fait la première femme belge à obtenir un diplôme d'architecte. D'autres femmes avaient pratiqué avant elle sans le titre, comme l'architecte Jeanne Van Celst. La même année, l'ukrainienne Genia Averbuch est diplômée dans la même branche à l'Académie Royale des Beaux-Arts de Bruxelles, elle n'a cependant pratiqué qu'en Palestine et Israël.

## Travaux et réalisations

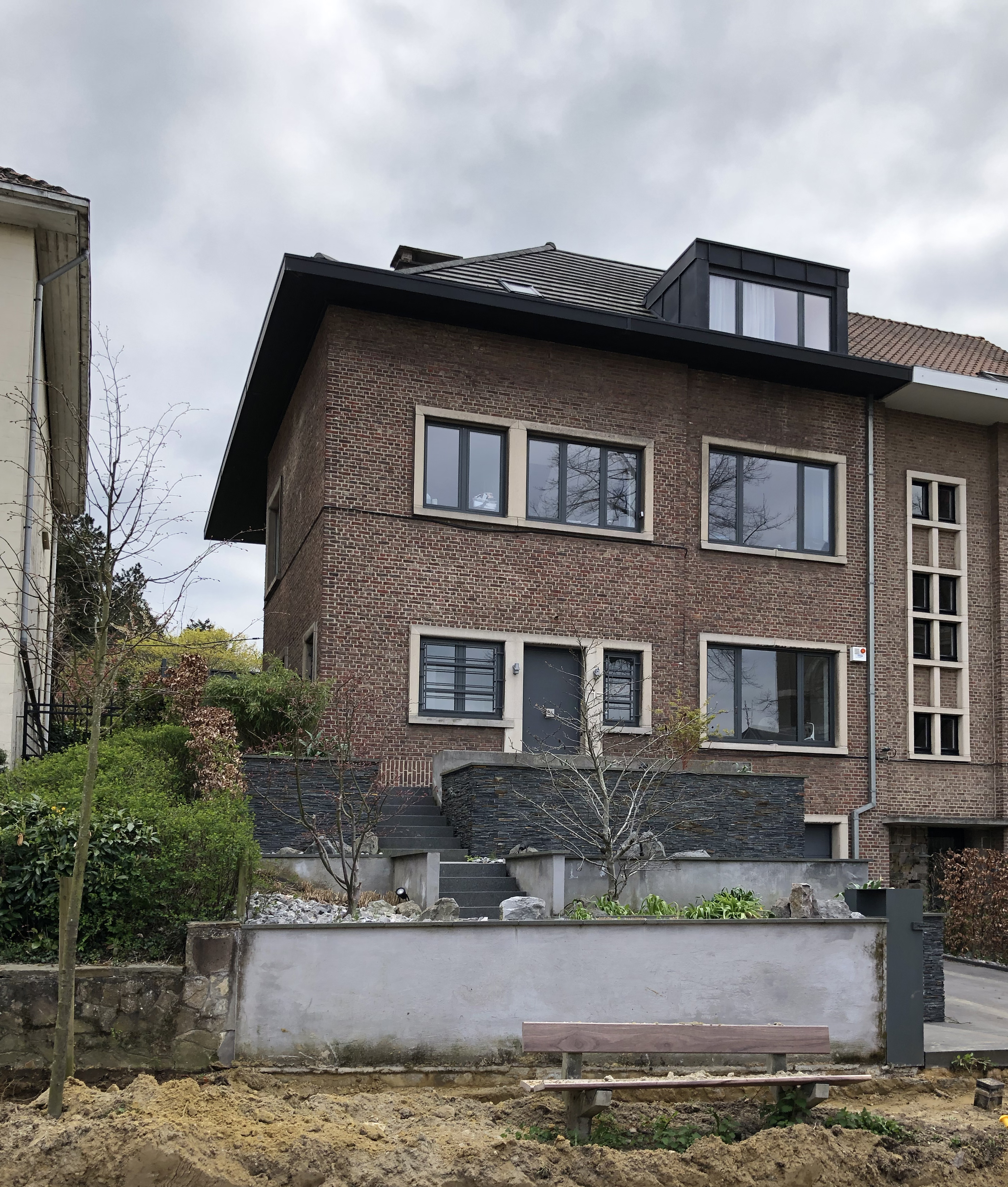
Maison 3 façades de Claire Henrotin, avenue Victor-Emmanuel III à Uccle

À l’heure actuelle[évasif], il existe peu de documentation sur les réalisations de Claire Henrotin après ses années d’études. Il semble qu’elle ait pratiqué à La Hestre et elle a au moins réalisé une maison à Uccle, rue Victor-Emmanuel III. Elle est surtout connue et reconnue pour ses recherches sur la cuisine rationnelle, sujet très présent chez les modernistes belges de l’époque.

### La cuisine rationnelle
Rapidement après ses études, Claire Henrotin se penche sur une question centrale du modernisme : la cuisine raisonnée ou rationnelle. Elle publie alors deux articles sur le sujet dans le Bulletin Ergologique du C.N.E.E.M (Centre national d’études d’économie ménagère) dont elle est membre à l’époque. Par la suite, en 1934, elle intervient sur le même sujet dans le cadre d’un cycle de conférence organisé par la Fédération Nationale des Femmes Libérales.
Ces recherches rejoignent celles d’autres architectes belges de l’époque comme Louis-Herman De Koninck, célèbre notamment pour son rôle dans l’avènement des cuisines CUBEX. Elle s’inscrit ainsi dans la lignée d’autres femmes architectes de son époque : Paulette Bernège en France ou Margarete Schütte-Lihotzky en Allemagne, questionnant directement ou indirectement la condition féminine dans l’espace domestique.
Ces articles ont été exhumés notamment dans un article de Hilde Heynen de 2004, traitant des cuisines rationnelles de l’entre-deux-guerres. Le sujet avait également intéressé les historiennes Éliane  Gubin et Valérie Piette trois ans auparavant.

## Réseaux féminins
En plus de sa profession d’architecte, Claire Henrotin a également été engagée dans des mouvements féminins belges de son époque. Elle a été membre notamment du conseil d’administration du C.N.F.B. (Conseil National des Femmes Belges), et ce au moins de 1946 à 1954. Elle y avait le rôle de présidente de la Commission de l’Habitation. Elle a alors publié plusieurs rapports dans les bulletins de l’organisation, dont un qui avait été rédigé par Simone Guillissen-Hoa, une autre femme architecte pionnière de l’époque. 
Claire Henrotin a également été une figure pionnière de l’architecture pour le réseau des femmes architectes belges, dont elle a rencontré plusieurs membres au cours de sa vie.